# Arcuphantes pulchellus
Arcuphantes pulchellus là một loài nhện trong họ Linyphiidae.
Loài này thuộc chi Arcuphantes. Arcuphantes pulchellus được Kap Yong Paik miêu tả năm 1978.